# Kisostoros
Kisostoros (németül: Hochstraß) Léka településrésze  Ausztriában Burgenland tartományban a Felsőpulyai járásban.

## Fekvése
A kőszegi határátkelőtől 10 km-re nyugat-északnyugatra, Lékától 2 km-re északra fekszik.

## Története
A települést 1326-ban "Poss. Hostraaz" alakban említik először a Vági család birtokai között.
Vályi András szerint "HOCHSTRASZ. Német falu Sopron Várm. földes Ura H. Eszterházy Uraság, lakosai katolikusok, is evangelikusok, fekszik Loka mellett, mellynek filiája, Vas Vármegyének szélénél, ’s az Uraságnak majorjaival, és épűleteivel öregbíttetik; határja igen sovány, juhokkal bővelkedik, semmi hegye nints, Sopronhoz 4 2/8 mértföldnyire van.."
1910-ben 327, többségben német lakosa volt, jelentős magyar kisebbséggel. A trianoni békeszerződésig Sopron vármegye Felsőpulyai járásához tartozott.